# Estral Beach
Estral Beach es una villa ubicada en el condado de Monroe en el estado estadounidense de Míchigan. En el Censo de 2010 tenía una población de 418 habitantes y una densidad poblacional de 347,08 personas por km².

## Geografía
Estral Beach se encuentra ubicada en las coordenadas 41°59′10″N 83°14′9″O / 41.98611, -83.23583. Según la Oficina del Censo de los Estados Unidos, Estral Beach tiene una superficie total de 1.2 km², de la cual 1.19 km² corresponden a tierra firme y (0.86%) 0.01 km² es agua.

## Demografía
Según el censo de 2010, había 418 personas residiendo en Estral Beach. La densidad de población era de 347,08 hab./km². De los 418 habitantes, Estral Beach estaba compuesto por el 99.28% blancos, el 0% eran afroamericanos, el 0.72% eran amerindios, el 0% eran asiáticos, el 0% eran isleños del Pacífico, el 0% eran de otras razas y el 0% pertenecían a dos o más razas. Del total de la población el 0.96% eran hispanos o latinos de cualquier raza.